# استفانی سوستاک
استفانی سوستاک (فرانسوی: Stéphanie Szostak‎؛ زاده ۱۲ ژوئن ۱۹۷۵) بازیگر فرانسوی است.
از فیلم‌های معروف او می‌توان به فیلم‌های ما باغ‌وحش خریدیم، مرد آهنی ۳، آر.آی.پی.دی. و ریباند اشاره کرد.